# Tilonti
Tilonti est une commune située dans le département de Diapangou de la province du Gourma dans la région de l'Est au Burkina Faso.

## Géographie
Tilonti est situé à 8 km à l'Ouest de Diapangou, le chef-lieu du département. La commune est traversée par la route nationale 4.

## Économie
Du fait de sa localisation sur la RN4 – un axe majeur de communication du pays –, l'activité marchande de la commune est relativement importante.

## Santé et éducation
Le centre de soins le plus proche de Tilonti est le centre de santé et de promotion sociale (CSPS) de Louargou.